# František Janda-Suk
František Janda-Suk, občanským jménem František Janda, (25. března 1878 Postřižín – 23. července 1955 Praha) byl český atlet a vůbec první Čech, který se umístil na stupních vítězů na olympijských hrách. Věnoval se sprintu, hodu diskem, hodu kladivem i vrhu koulí. Největších úspěchů dosáhl v hodu disku, v němž se stal světovým rekordmanem, mistrem Čech i Československa a stříbrným olympijským medailistou. Jako první člověk na světě v moderních dějinách při hodu diskem použil otočku, a tím výrazně poznamenal vývoj techniky této sportovní disciplíny. Techniku otočky vyvinul na základě studia antické Myrónovy sochy Diskobola, když dospěl k názoru, že i antičtí diskaři dělali před hodem určité pohyby a neházeli z místa, jak bylo na konci 19. století běžné.

## Život
Narodil se 25. března 1878 v Postřižíně u Kralup nad Vltavou jako František Josef Janda (Suk byl pozdější pseudonym) v rodině rolníka Františka Jandy a jeho manželky Marie, rozené Javůrkové. V Praze žil od roku 1886. Vystudoval zde reálné gymnázium v Křemencově ulici na Novém Městě, kde odmaturoval roku 1896.
Od podzimu 1896 studoval v Praze práva na právnické fakultě německé Karlo-Ferdinandovy univerzity. Po jejich dokončení v roce 1908 začal pracovat na pražském policejním ředitelství. Pracovní vytížení i zdravotní komplikace vedly k tomu, že přerušil sportovní kariéru. Ještě během studia roku 1905 se ke sportu vrátil, ovšem začal používat pseudonymu Suk, neboť ve státní službě by byl sport vnímán jako nedůstojný.
Zemřel na plicní embolii.[zdroj⁠?!]

## Sportovní kariéra
Sportovat začal ještě jako gymnazista. Od podzimu 1895 byl členem klubu AC Praha, zpočátku se přes zimu věnoval vzpírání a řecko-římskému zápasu. Na jaře 1896 však začal trénovat vrh koulí a běžecké sprinty, později ho nejvíce zaujal hod diskem. Během jara 1897 mu přítel Otakar Krajíček přivezl první závodní disk z Paříže, patrně první takové sportovní náčiní v českých zemích. Po několikadenním tréninku s ním se Janda zúčastnil prvního mezinárodního diskařského závodu v českých zemích (28. června 1897), kde hodil 26,25 m. Na základě studia antické Myrónovy sochy Diskobola však krátce poté vyvinul techniku otočky, která vedla k prudkému zlepšení jeho výkonů, takže již v březnu 1898 hodil nový evropský rekord (34,53 metru). Kontinentální rekord pak překonal ještě dvakrát. 
V roce 1900 se zúčastnil 2. olympijských her v Paříži, kde získal stříbrnou medaili v hodu diskem výkonem 35,14 metru ve finále, když předtím v kvalifikaci poslal disk do vzdálenosti 35,04 metru. Jako jediný v soutěži užil techniku otočky. Vzbudil zájem mnoha kolegů, kteří si otočku ihned začali také zkoušet a byl to počátek jejího rozšíření do světa. Soutěž byla komplikována tím, že se konala v úzkém prostoru lemovaném na každé straně stromořadím a sám Janda byl handicapován žaludečními potížemi. Zisk stříbrné medaile byl však jen symbolický, neboť v té době se medaile ještě neudělovaly a za druhé místo v hodu diskem obdržel Janda pouze stolní kalendář. 
V roce 1901 vytvořil nový světový rekord, když disk hodil do vzdálenosti 39,42 metru. Stalo se tak na hřišti v Praze-Bubnech, které leželo zhruba v místech pozdější stanice metra Vltavská. Jeho osobní rekord v hodu diskem byl nakonec 42,36 metru, dosáhl ho patrně roku 1909, i když údaje o tom se rozcházejí.
Startoval také na olympijských hrách ve Stockholmu roku 1912 (15. místo ve vrhu koulí, 17. místo v hodu diskem) a v Paříži roku 1924 (29. místo v hodu diskem). Na hrách v Paříži v roce 1924 mu bylo již 46 let a byl vlajkonošem československé výpravy. Sportovní kariéru pak ukončil ve svých padesáti letech, své zkušenosti poté předával mladým adeptům v pražské Slavii, jejíž byl členem (v průběhu života byl ovšem členem i konkurenční Sparty).

## Galerie

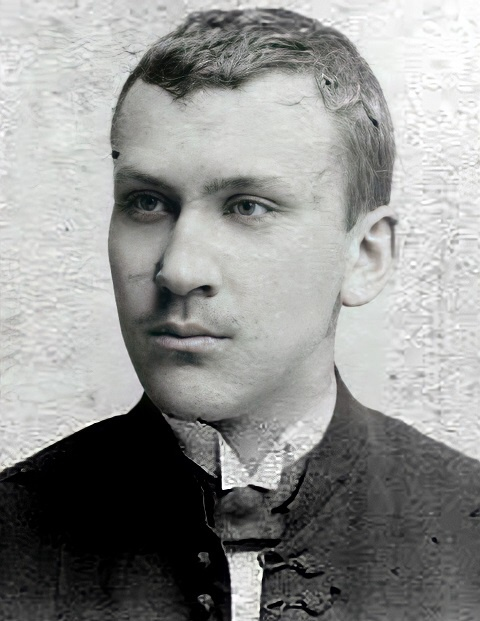
Podobenka mladého Jandy
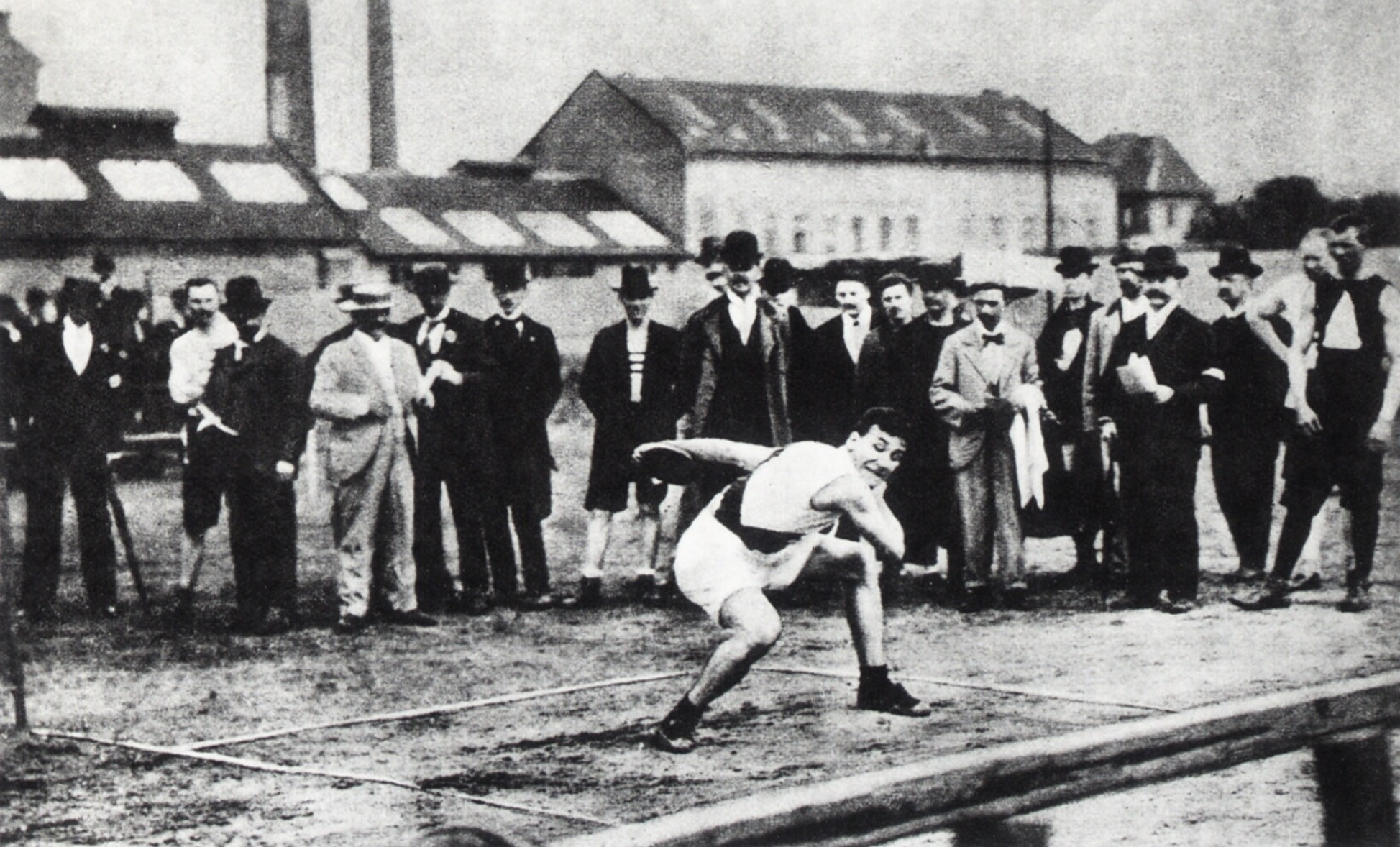
Janda při závodech v Praze (1898)
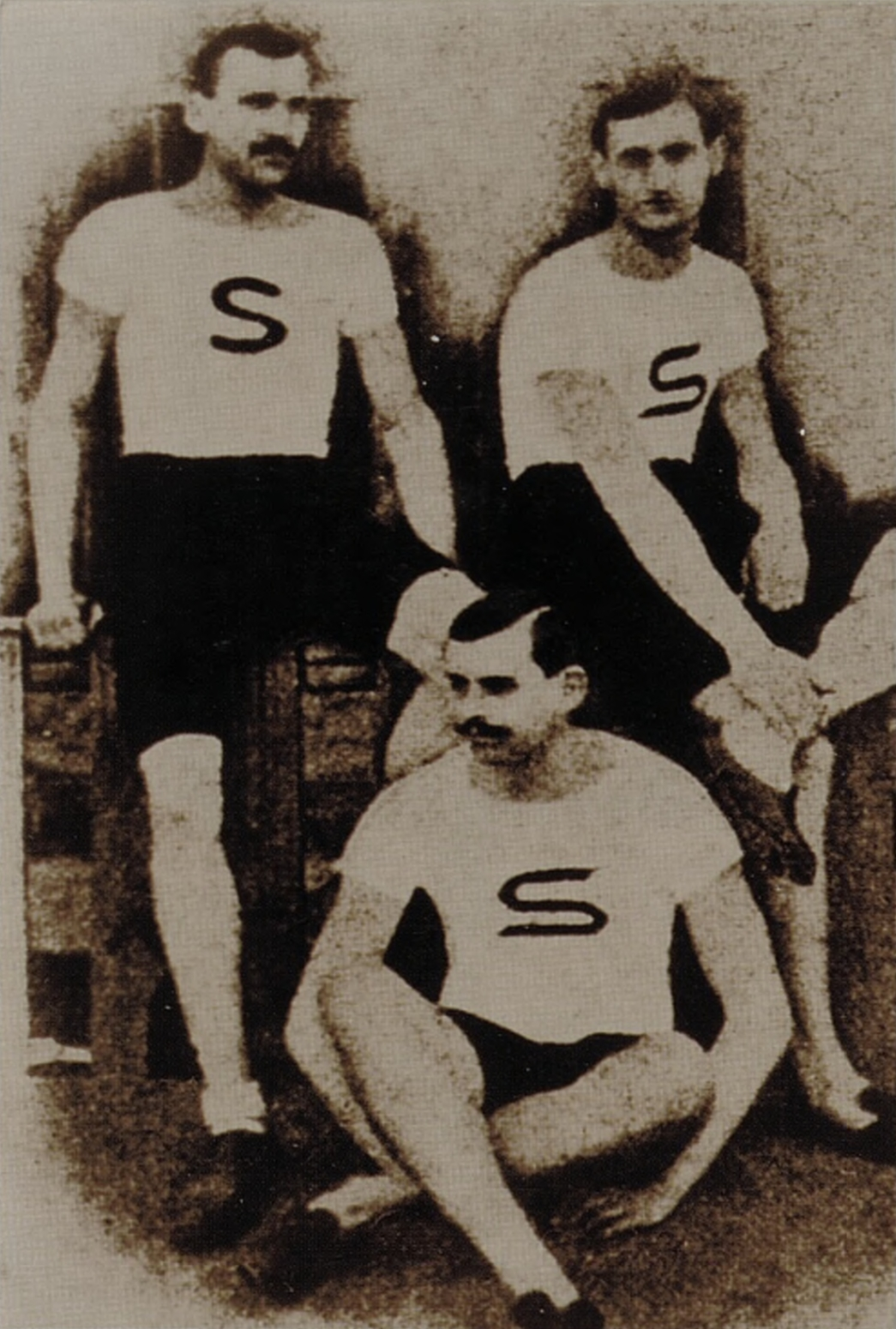
Čeští atleti na LOH 1900 v Paříži (zleva Janda, Nedvěd (sedící), Pukl)
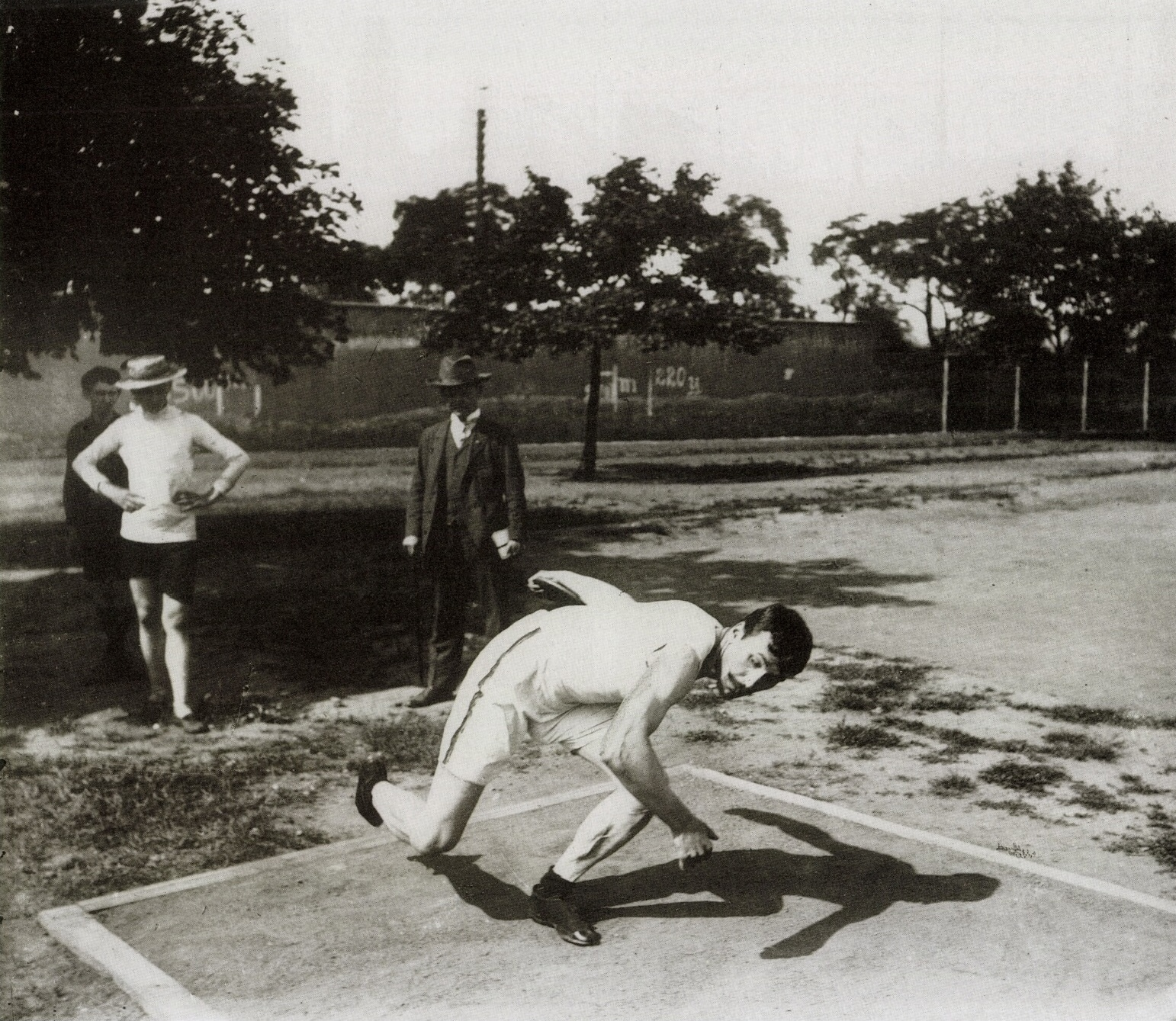
Janda při hodu diskem (asi 1902)
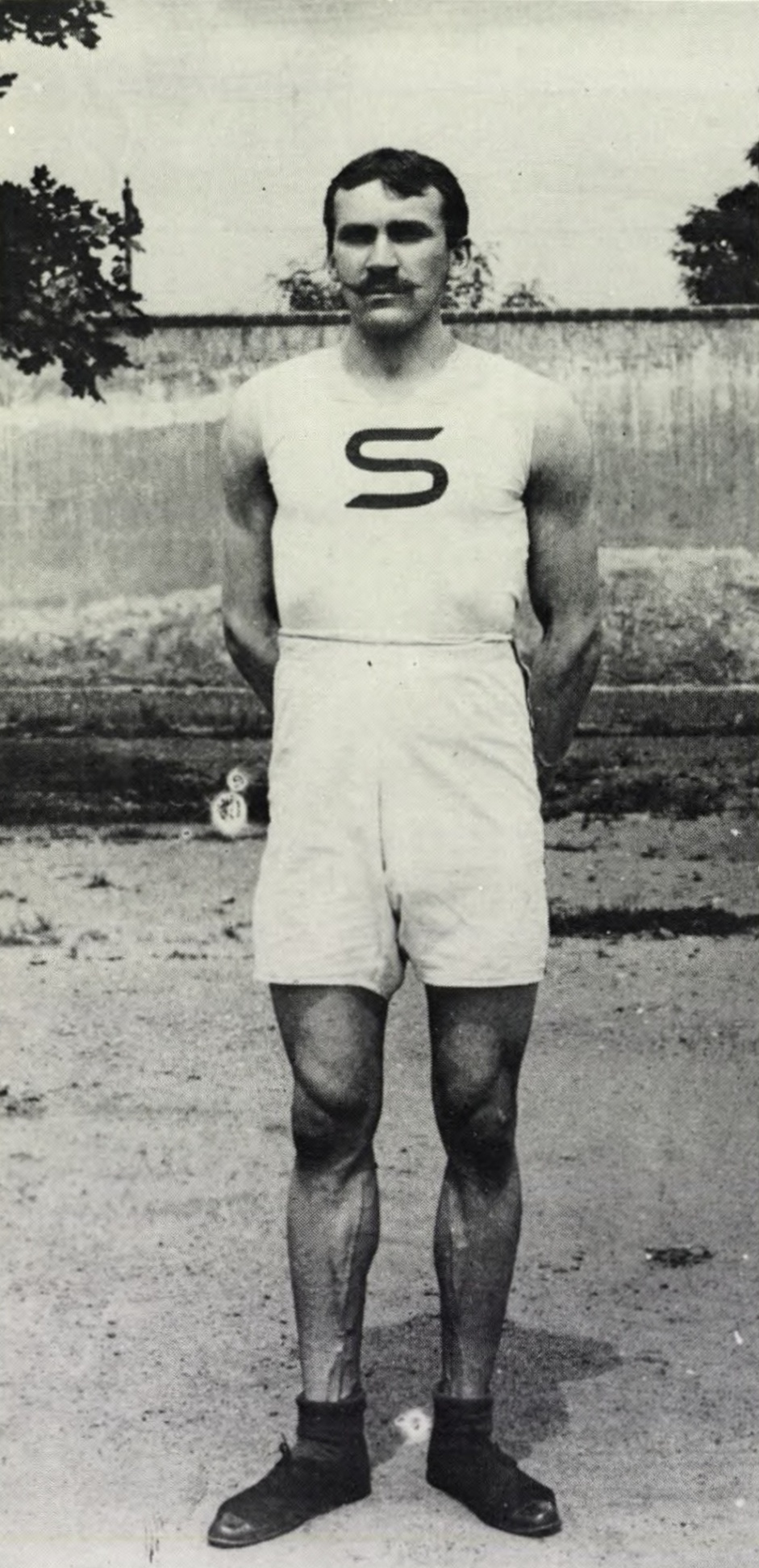
Janda v dresu Sparty (kolem 1903)
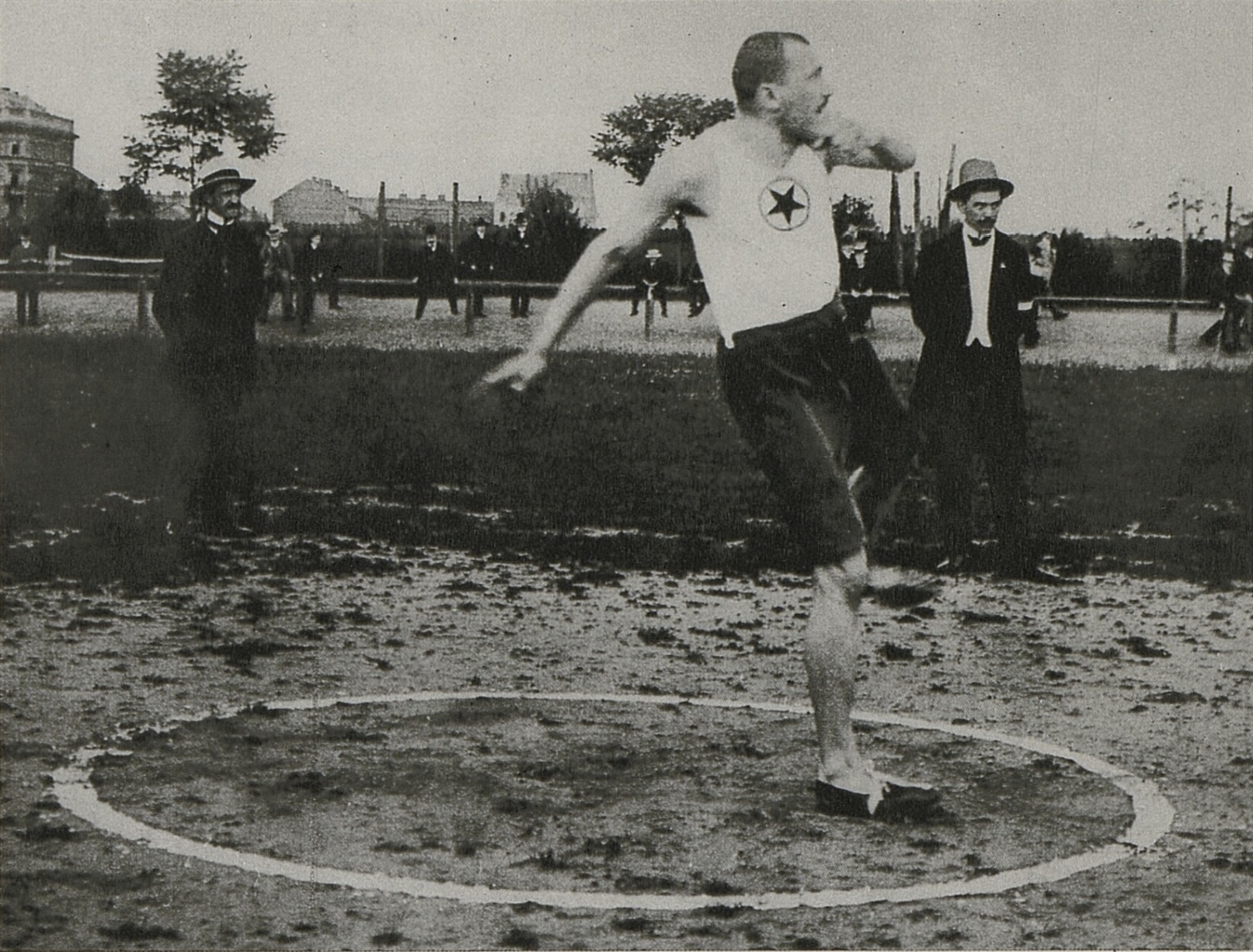
Janda při závodech v Praze (1904)